# Leptanthura affinis
Leptanthura affinis là một loài chân đều trong họ Leptanthuridae. Loài này được Bonnier miêu tả khoa học năm 1896.